# Quarkster

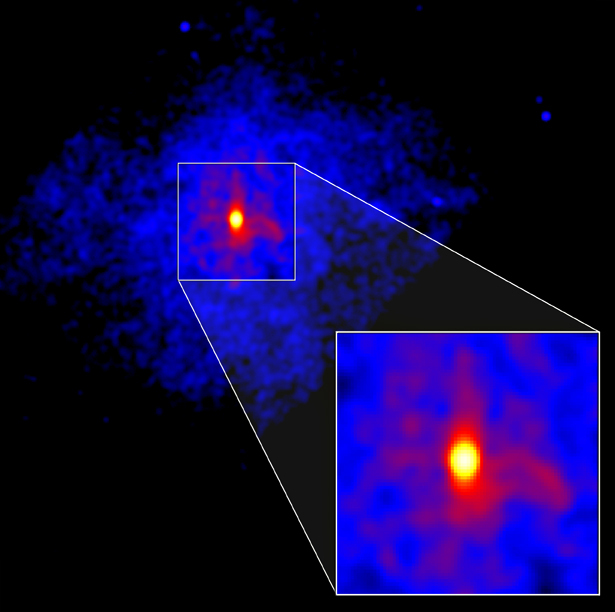
3C58 gefotografeerd door Chandra X-Ray Observatory

Een quarkster is een hypothetische ster, die bestaat uit quarks, die allemaal aan elkaar gebonden zijn en één groot hadron vormen. Deze sterren hebben een massa die de Oppenheimer-Volkofflimiet van ongeveer drie tot vijf zonsmassa's overschrijdt. Hierdoor is de tegendruk die wordt veroorzaakt door het uitsluitingsprincipe van Pauli onvoldoende en kunnen de neutronen niet meer afzonderlijk bestaan. De materie waaruit de quarkster bestaat, is ontaarde materie. Door extreem hoge ontsnappingssnelheid neemt de lichtsnelheid van de fotonen rond een quarkster sterk af. Een quarkster is net als een neutronenster het eindstadium van een supernova. Een supernova van een ster eindigt als quarkster als de massa van de kern van de ster tussen drie en vijf maal die van de zon bedroeg. Een supernova van een ster met een kern zwaarder dan vijf zonnemassa’s zal eindigen als een zwart gat.
De massa van quarksterren ligt tussen die van een neutronenster en een zwart gat in. Er is een beperkt aantal objecten in het heelal ontdekt, die mogelijk een quarkster zijn. In 2002 is door het Chandra X-Ray Observatory het object RX J1856.5-3754 ontdekt, dat op een afstand van 450 lichtjaar staat. Dit object heeft een temperatuur van 70.000 K en een doorsnede van 10 km. Dit is te klein om een neutronenster te zijn en kan niet bestaan uit neutronen of protonen. Een andere kandidaat is het object 3C58, waarvan eerder werd gedacht dat het een neutronenster was, die was ontstaan uit de supernova-explosie van 1181.

## Kandidaten
- SN 1987A
- 3C58
- RX J1856.5-3754 (waarschijnlijk een neutronenster)
- SN 2006gy
- Swift J1749.4-2807
- XTE J1739-285